# Аурикалцит
Аурикалцит је веома чест и ломљив минерал. Превише је мек да би се употребљавао у индустрији, али га колекционари веома цене. Аурикалцит је карбонатни минерал, који се обично налази као сецундарни минерал у наслагама бакра и цинка. Његова хемијска формула је . Цинк и бакар су у односу од око 5:4.
Аурикалцит је изузетно осетљив минерал небеско плаве боје, који се у малим количинама може наћи скоро свугде у свету. Као и легура месинг, он садржи метале бакар и цинк. Аурикалцит се формира као слој танких и ломљивих кристала. На Мосовој скали тврдоће има вредност 1-2, па му је употребна вредност веома мала. Аурикалцит се може лако огребати и оштетити, чак и ноктом. 

## Налазишта
Аурикалцит се може наћи у: САД (Аризони, Јути, Јужној Дакоти), Мексику, Намибији, Заиру, Француској, Италији, Грчкој, Русији, Британији и у многим другим земљама.

## Слике
- Дисплеј у музеју Сонара пустиње
- Аурикалцит у госану
- Игласти кристали из Неваде